# Gòtic valencià

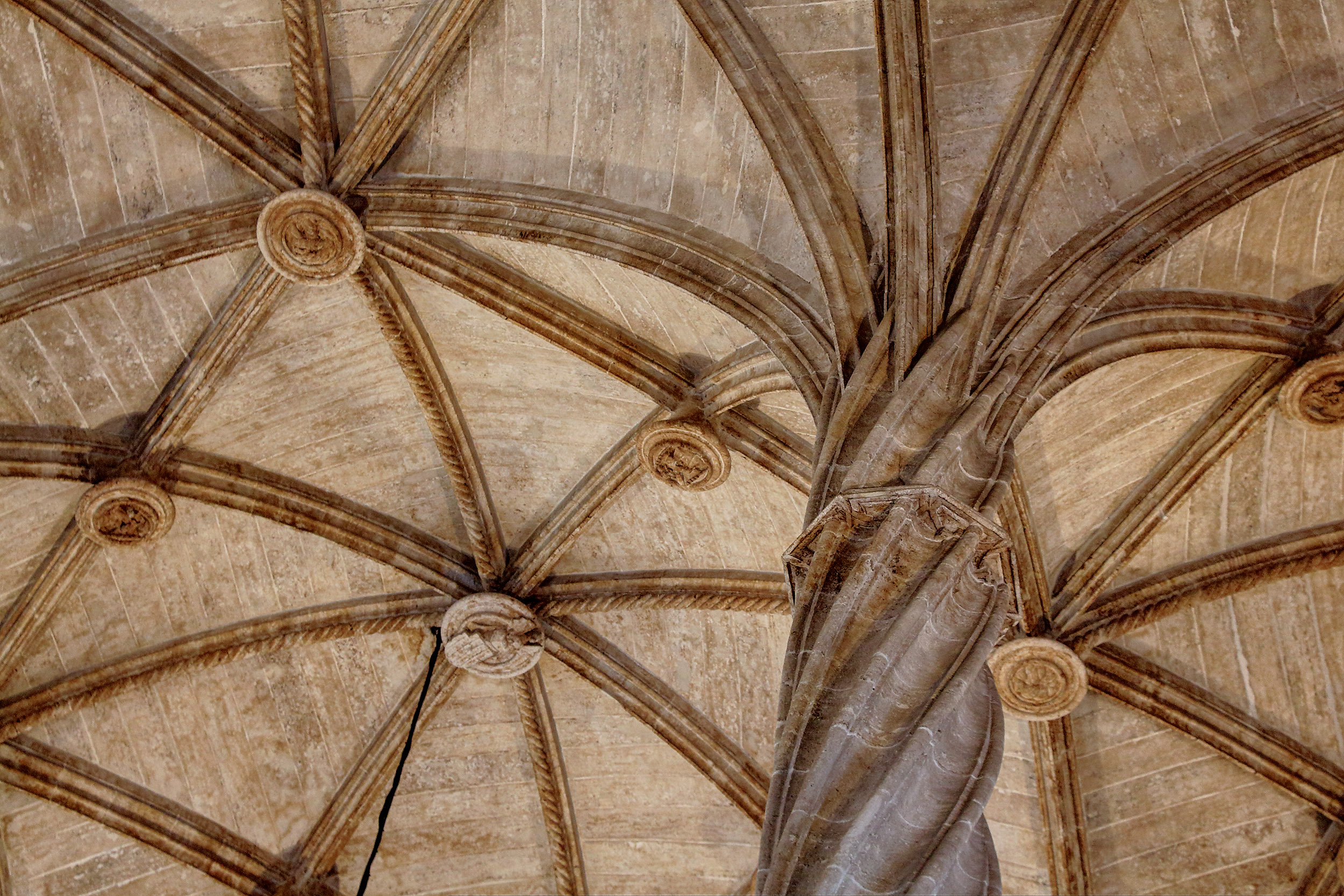
Detall de columna i volta de la Llotja de València.

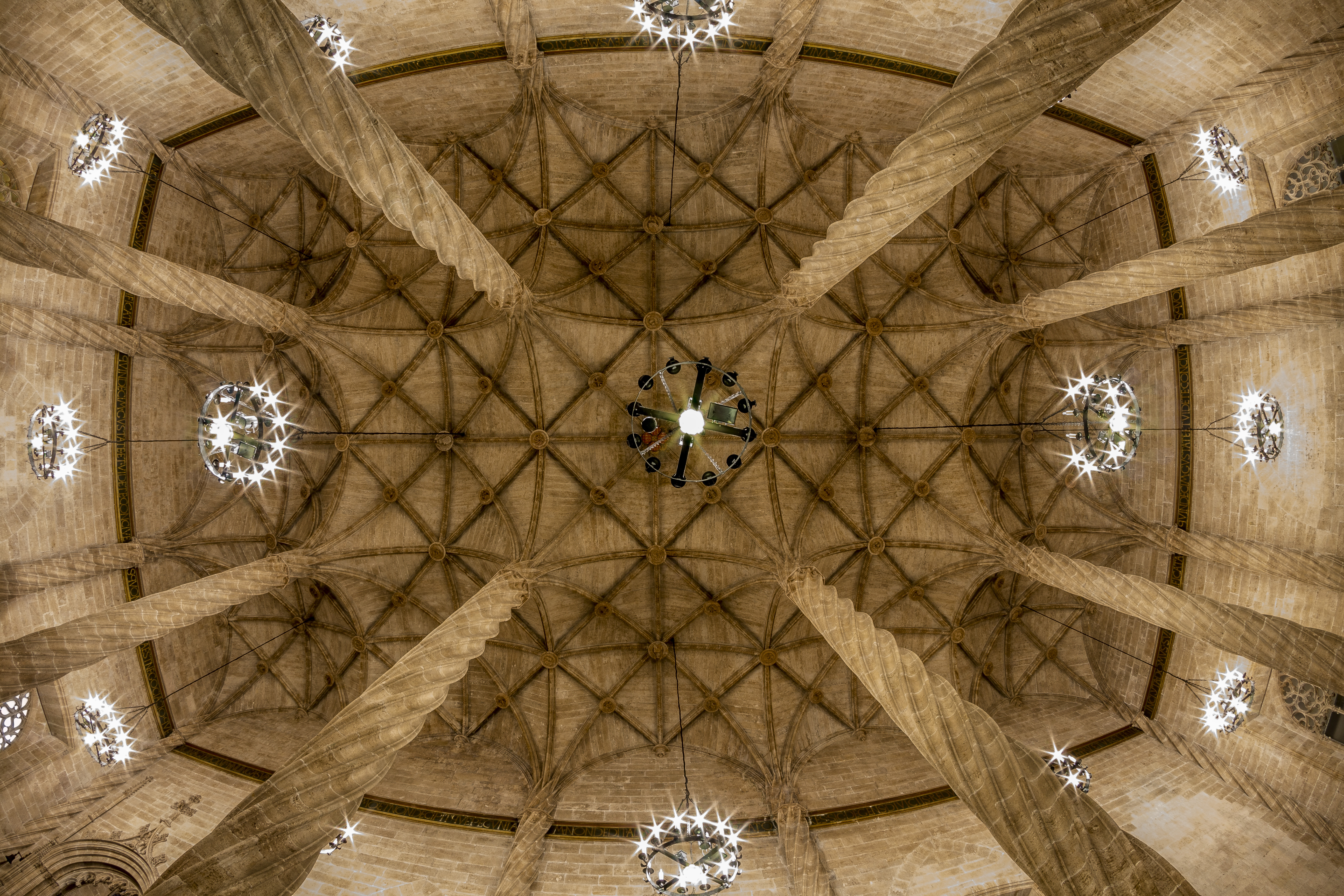
Vista de l'ull de bou del sostre de la Sala de les Columnes de la Llotja de València.

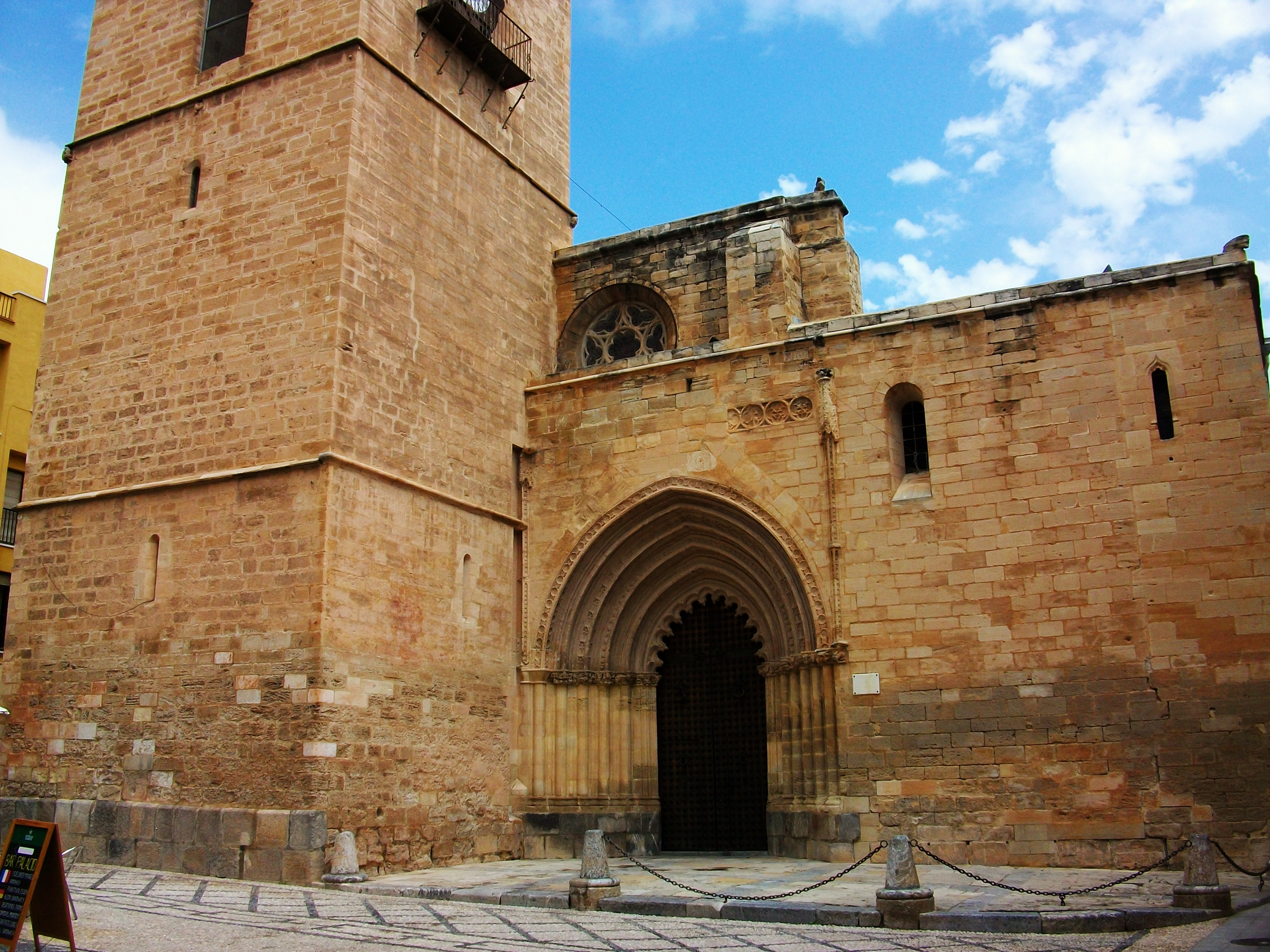
Catedral d'Oriola.

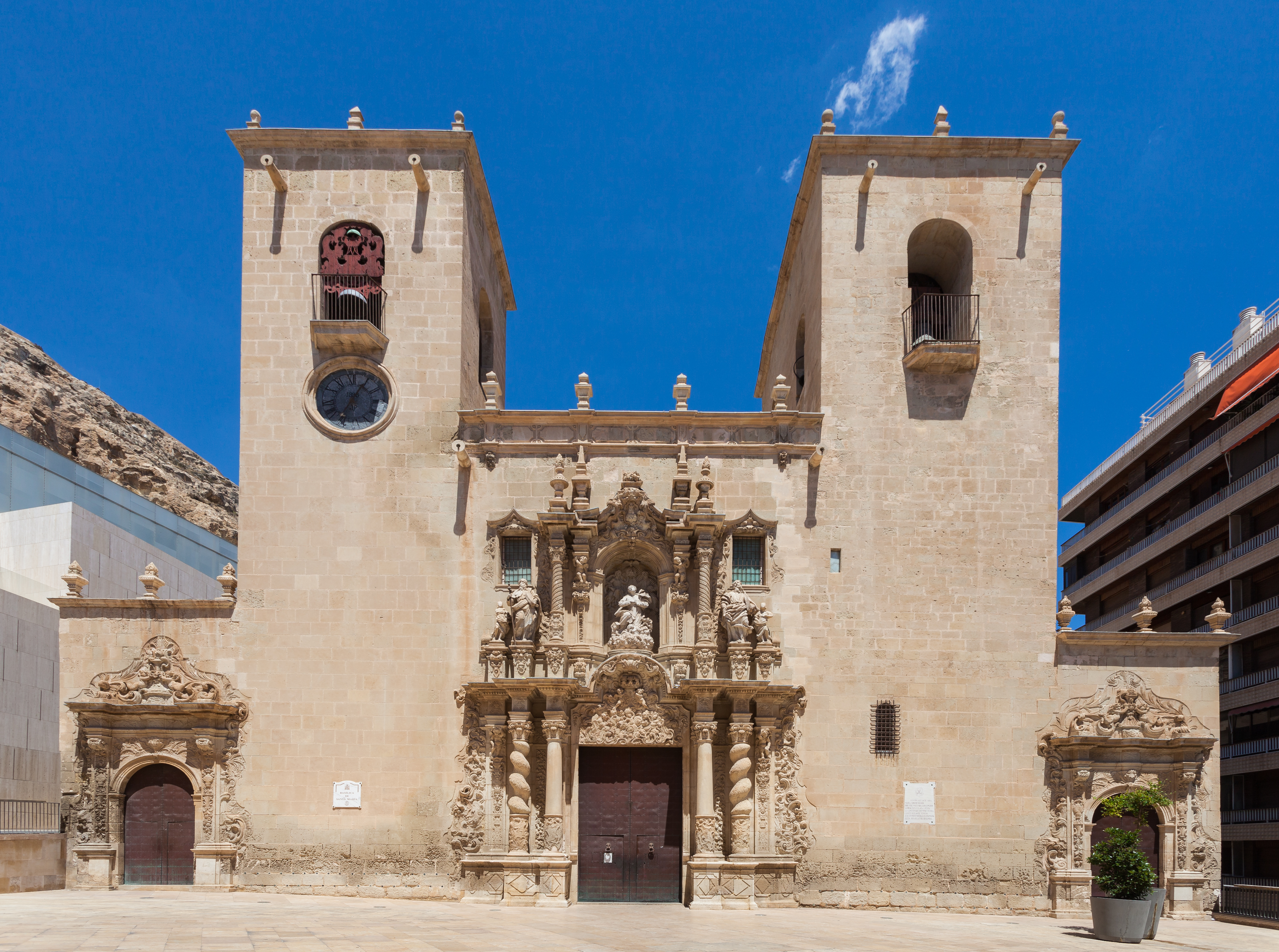
Basílica de Santa Maria, a Alacant.

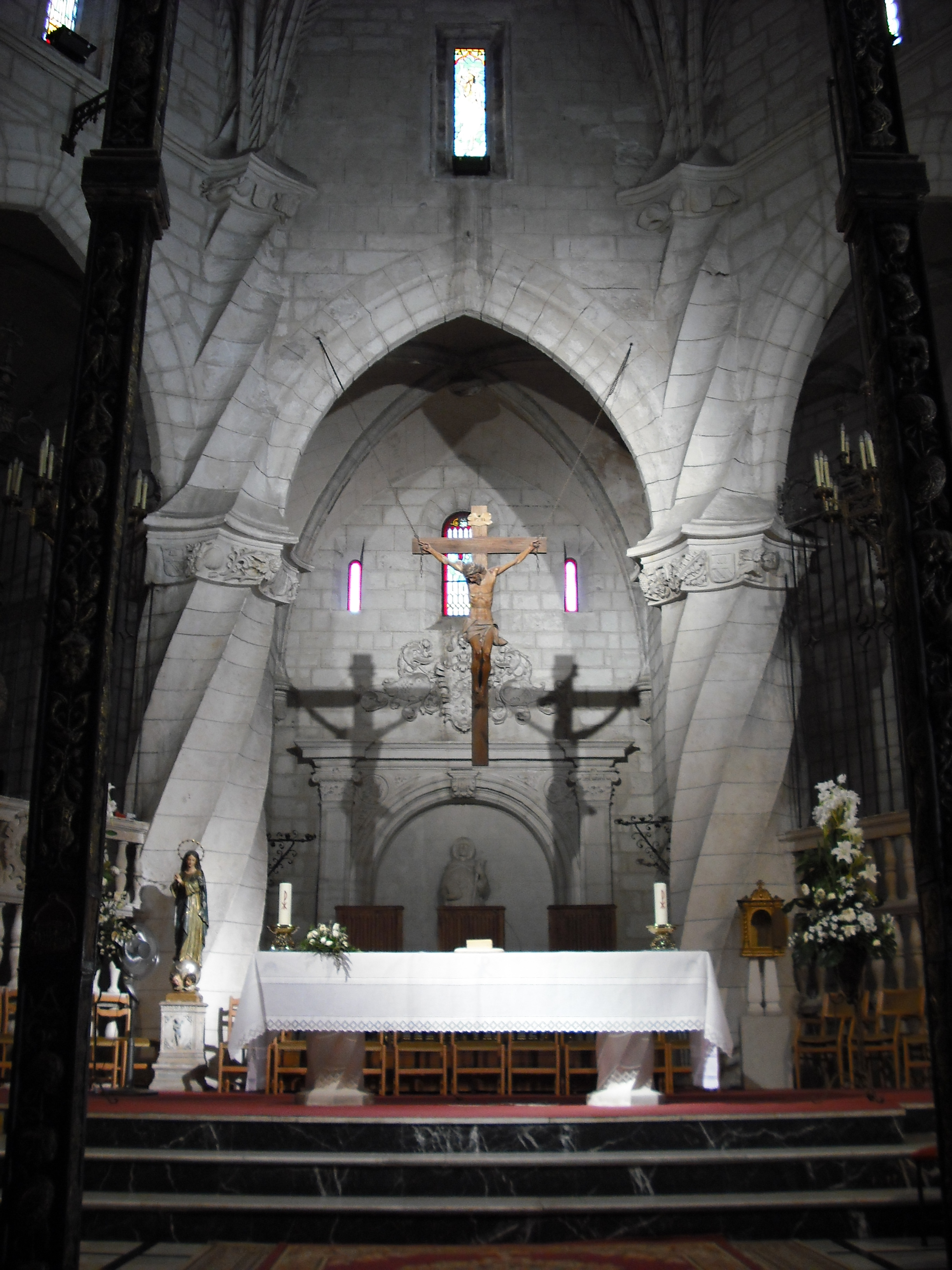
Altar major de l'església Arxiprestal de Sant Jaume, a Villena.

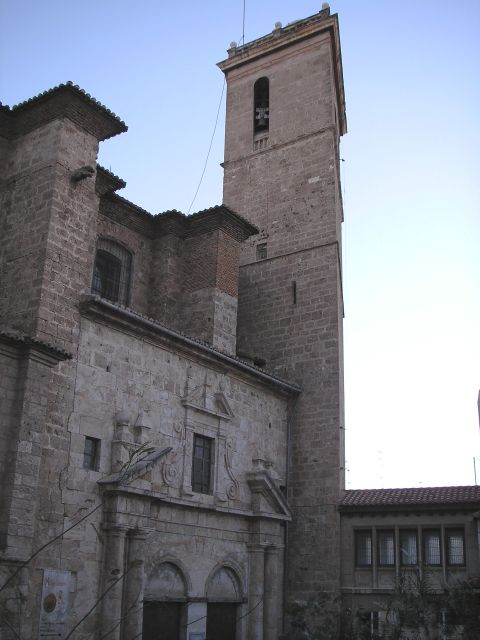
Façana de la Catedral de Sogorb.

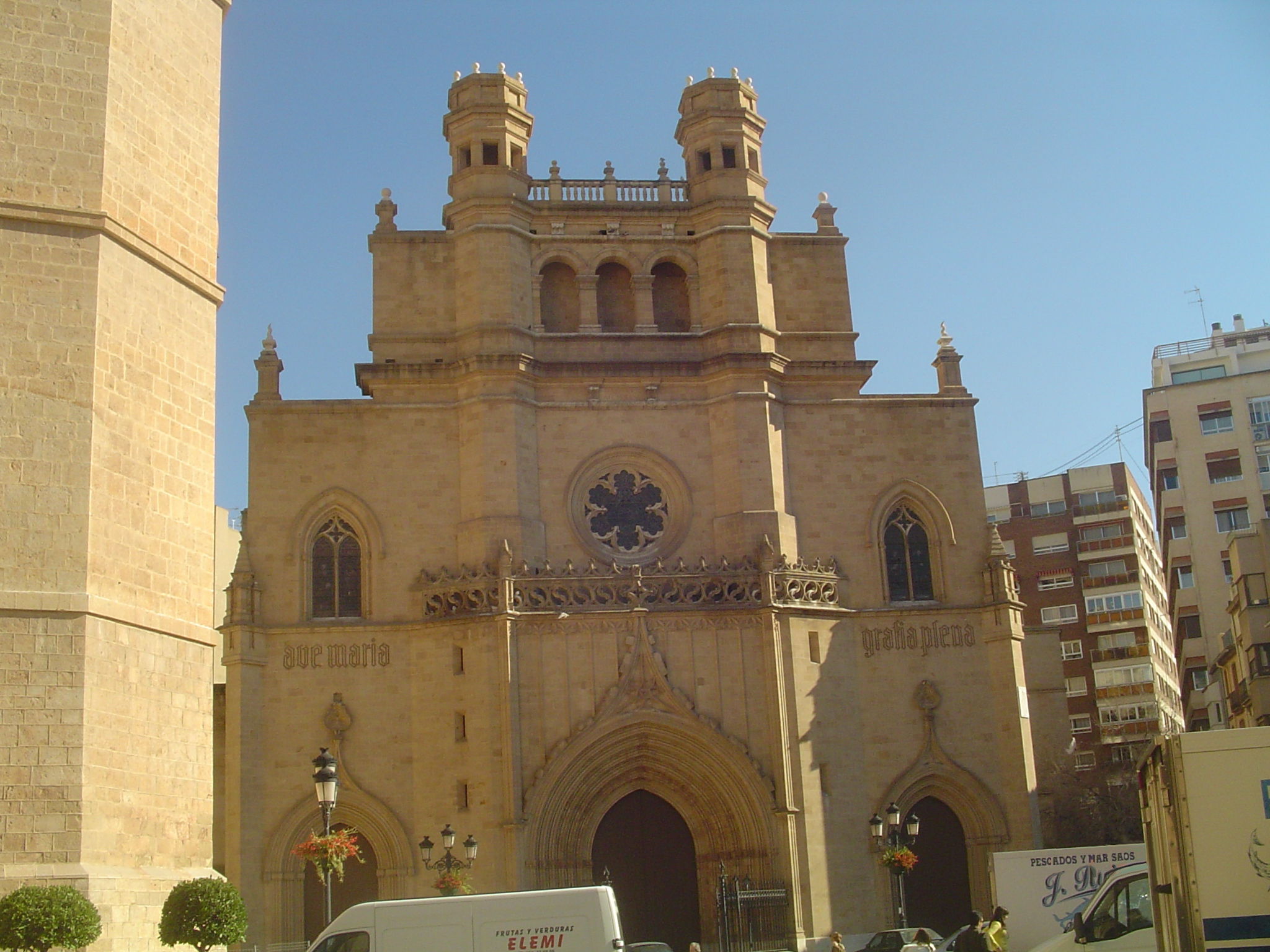
Cocatedral de Santa Maria, a Castelló de la Plana.

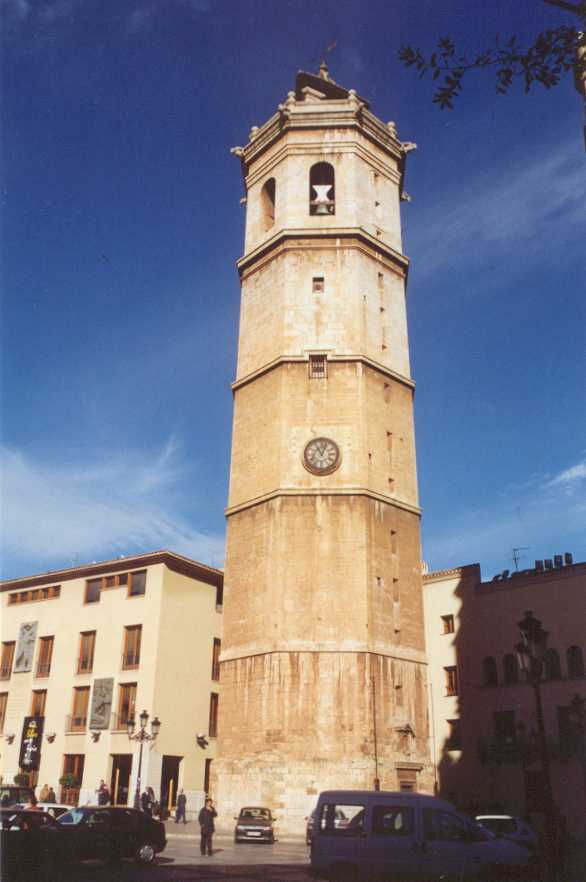
El Fadrí, a Castelló de la Plana.

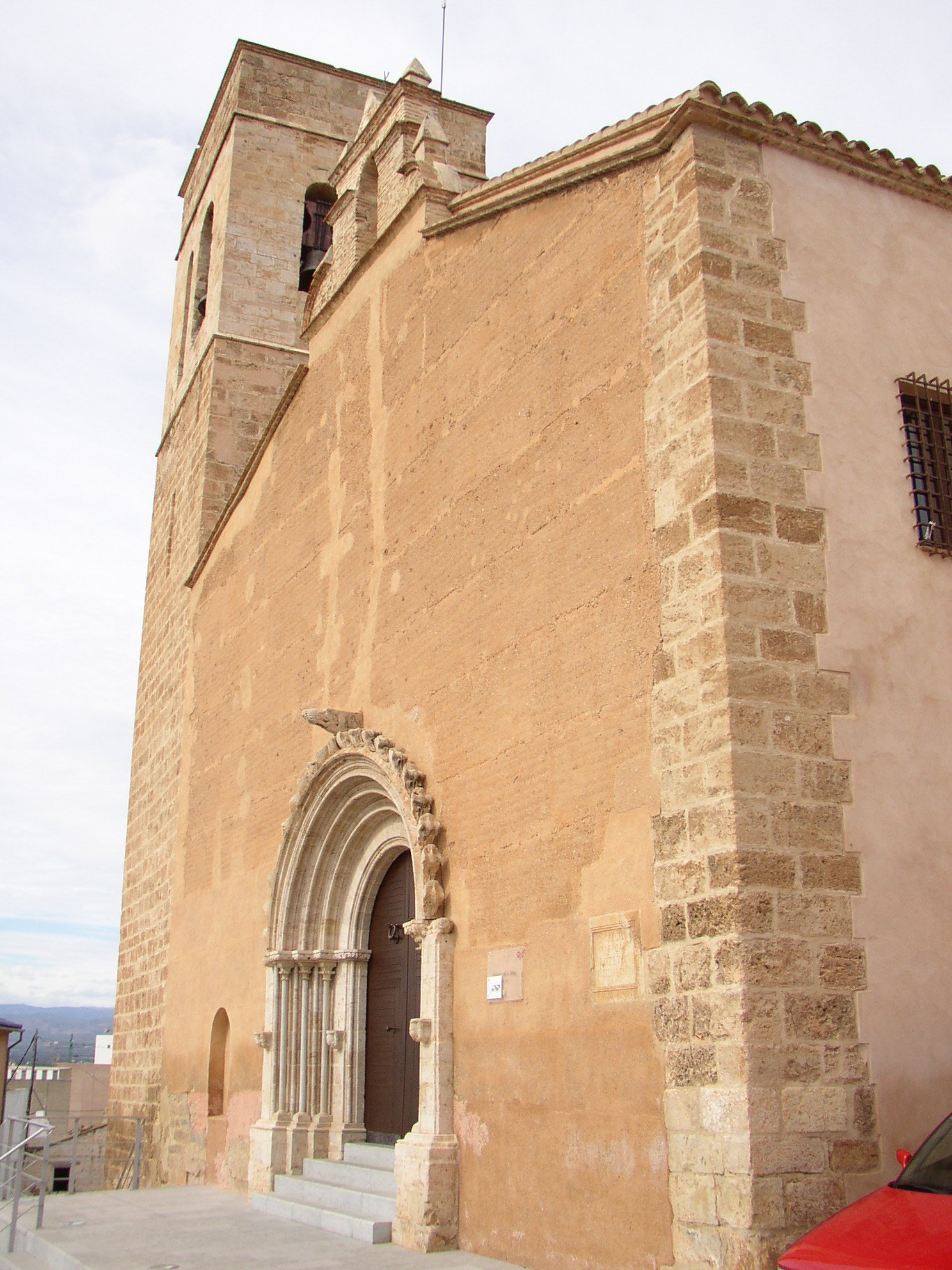
Església de la Sang, Llíria

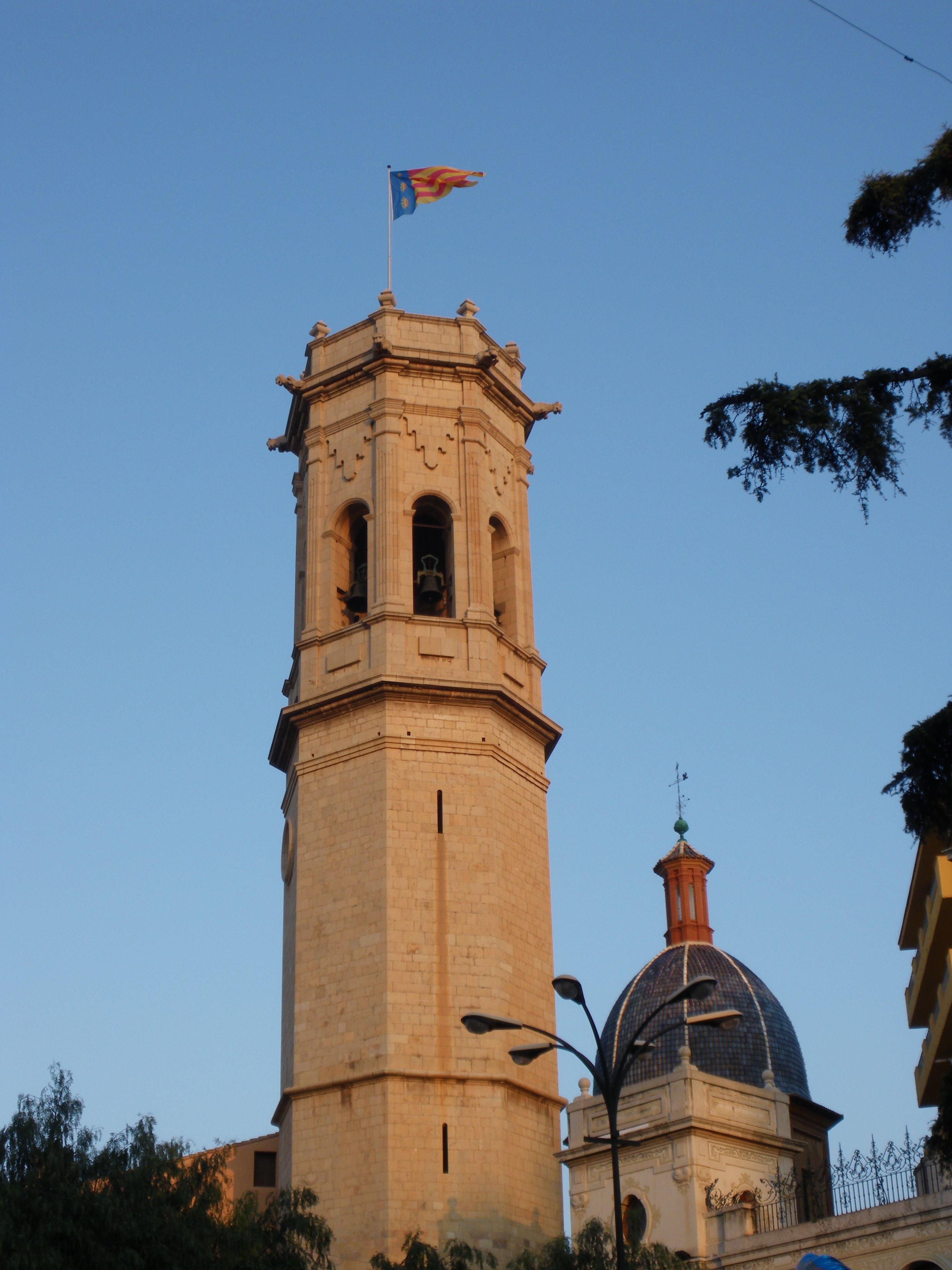
Campanar de la Basílica del Salvador, a Borriana.

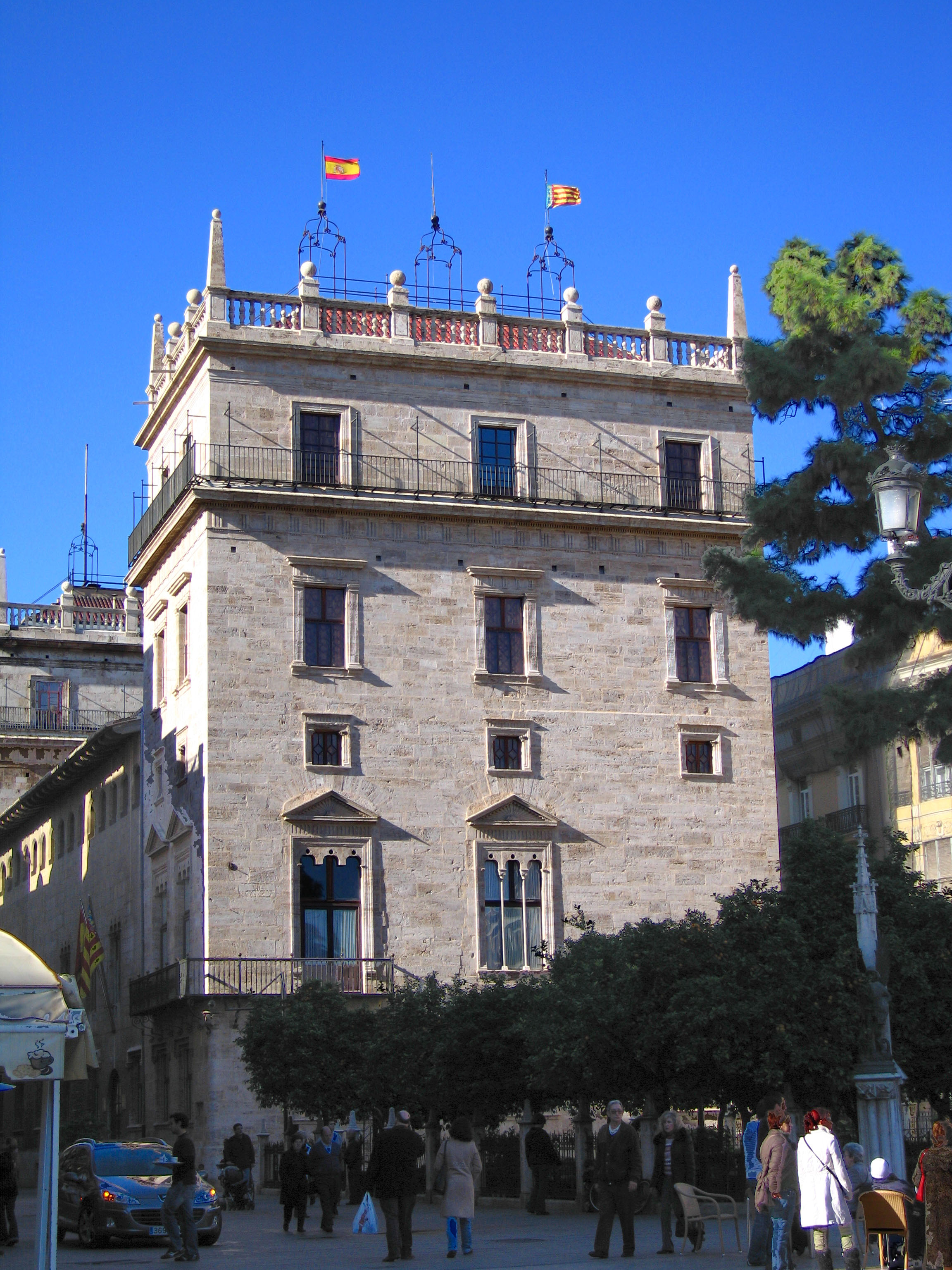
Palau de la Generalitat Valenciana.

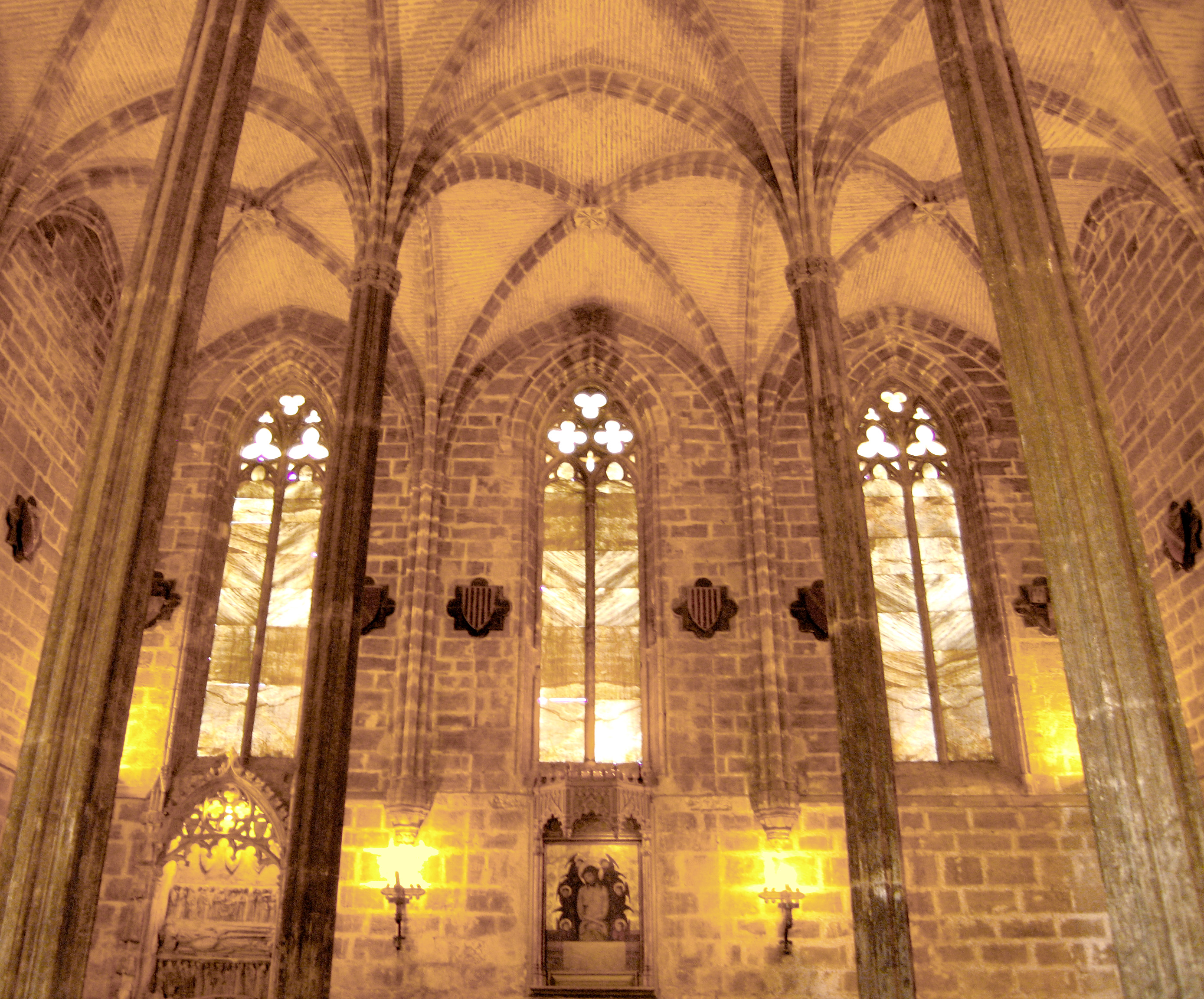
Convent de Sant Doménec, a València.

El gòtic valencià és un estil artístic del gòtic mediterrani, amb característiques pròpies que es van donar en el Regne de València entre el segon quart de segle xiii i el xv; és a dir, a la fi de l'Europa gòtica, de la qual obté el seu nom, i el principi de la renaixentista. Suposa el desenvolupament propi i particular en terres valencianes de l'art gòtic, que va deixar la seua influència tant en l'arquitectura dels seus monuments religiosos i edificis civils, com en la pintura i l'escultura valenciana.
El gòtic valencià va néixer en el segon quart de segle xiii amb gran força, sobre el territori reconquerit. Es va desenvolupar durant el segle xiv i va arribar a la seua maduresa i màxima expressió en el segle xv, durant el gòtic tardà. El gòtic valencià va tenir una particular evolució que va ser duradora en el temps, diversa i variada.

## Característiques
Es poden establir les següents característiques comunes dins del gòtic valencià:
- Desenvolupament de l'arquitectura per tècniques ja utilitzades en l'arquitectura romana i els països de la ribera de la Mediterrània. Sobre aquestes línies, el Regne de València va rebre la influència que arribava de França.
- Predominança clara de l'arquitectura de les cultures de la Mediterrània davant de la influència de el gòtic francès.
- Les proporcions arquitectòniques no canvien amb l'arribada del Renaixement.
- Divergència amb l'estil del gòtic clàssic.
- Influència clara del gòtic flamíger tardà, que li confereix singularitat.
- Revestiment entre els segles xvii i xix de les obres gòtiques valencianes per estils més nous com el barroc o neoclàssic, de manera que avui dia bona part del gòtic valencià encara roman ocult.
- Poca repercussió de l'art mudèjar, malgrat els interessants exemples d'arquitectura mudèjar al País Valencià de gran singularitat.

## Arquitectura
El gòtic valencià es caracteritza en l'arquitectura pels seus salons i esglésies de gran amplitud horitzontal amb èmfasi en la part estructural recolzada en contraforts i decoracions mínimes i austeres.
Gairebé tots els edificis importants es troben en poblacions de certa importància, on es van aixecar en els segles xiii i xiv. Cal tindre present que en aquest temps, nombroses zones rurals del Regne de València eren habitades per musulmans. En aquest sentit, hi destaca la nombrosa representació del gòtic en la ciutat de València, i en segon rang, ciutats reials com Xàtiva, Castelló, Alacant, Morella, Oriola, Castellfabib, etc., o senyorials com en el cas de Gandia o Sant Mateu.
Els arquitectes més destacats del gòtic valencià són Pere Compte, Francesc Baldomar, Pere Balaguer i Andreu Julià entre d'altres.

### Arquitectura religiosa
El gòtic valencià va ser habitual i comú a tot el Regne de València, sent molt nombrosos els exemples de l'arquitectura gòtica religiosa valenciana. Aquests són alguns dels més destacats:
Comarques de Castelló
- A l'Alcora, l'església de Nostra Senyora de l'Assumpció.
- A Borriana, la basílica del Salvador.
- A Castellfort, l'ermita de Sant Pere.
- A Castelló, l'antiga cocatedral de Santa Maria i el Fadrí.
- A Xèrica, l'ermita de Sant Roc.
- A Morella, l'església de Santa Maria.
- A Sant Mateu, l'església arxiprestal de Sant Mateu
- A Sogorb, la catedral de Sogorb.
- A Vallibona, l'església de l'Assumpció de la Verge.

Comarques de València
- A Ademús, l'ermita de Nostra Senyora de l'Horta.
- A Alfauir, el monestir de Sant Jeroni de Cotalba.
- A Carcaixent, l'ermita de Sant Roc de Ternils.
- A Castellfabib, l'església fortalesa de Nostra Senyora dels Àngels i l'ermita de la Déu de Gràcia.
- A Gandia, la Col·legiata de Santa Maria i el Convent de Santa Clara.
- A Llutxent, el Monestir de Corpus Christi.
- A Serra, la Cartoixa de Porta Coeli.
- A Simat de la Valldigna, el monestir de Santa Maria de la Valldigna.
- A València, la Catedral de València, la torre del Miquelet, l'església de Sant Joan de l'Hospital, l'església de Sant Martí, l'antic Convent del Carme, el convent de Sant Doménec, l'església de Santa Caterina, el monestir de la Trinitat, l'església de Sant Nicolau de Bari, l'església de Sant Agustí, etc.
- A Xàtiva, l'església de Sant Francesc, l'església de Sant Pere Apòstol, el convent de la Trinitat, el convent de Sant Doménec, el monestir de l'Assumpció, l'ermita de Santa Anna, etc.

Comarques d'Alacant
- A Alacant, la basílica de Santa Maria, Cocatedral de Sant Nicolau de Bari.
- A Castalla, l'ermita de la Sang.
- A Oriola, la Catedral d'Oriola.
- A Teulada, l'església de Santa Caterina.
- A Villena, l'església Arxiprestal de Sant Jaume i l'església de Santa Maria.
- A Xàbia, l'església de Sant Bertomeu.

### Arquitectura civil
Durant el segle xv el gòtic valencià es va emprar profusament amb mestria en l'arquitectura civil. L'exemple més universal és la Llotja de València (1482-1498) de l'arquitecte Pere Compte, declarada Patrimoni de la Humanitat per la UNESCO.
Les obres destacades dins l'arquitectura gòtica civil valenciana són nombroses.
Comarques de Castelló
- A Cinctorres, el palau dels Sanjoans.
- A Vilafamés, el palau del museu de Vilafamés.
- A Sant Mateu, la casa consistorial de Sant Mateu.

Comarques de València
- A Gandia, el palau Ducal de Gandia i l'Hospital de Sant Marc.
- A València, la Llotja de València, el palau de la Generalitat Valenciana, palau de Benicarló, les torres de Serrans, torres de Quart, l'Almodí de València, el portal de la Valldigna, les Drassanes del Grau, la Casa de l'Almirall, el palau de Joan de Valeriola, el palau dels Escrivà, etc.
- A Xàtiva, l'Almodí de Xàtiva i l'Hospital Major de Pobres.
- A Bétera, el Castell-Palau dels Boïl

Comarques d'Alacant
- A Cocentaina, el palau Comtal de Cocentaina i el castell de Cocentaina.
- A Alcoi, el palau del Museu arqueològic Camil Visedo.

### Arquitectura gòtic-mudèjar valenciana

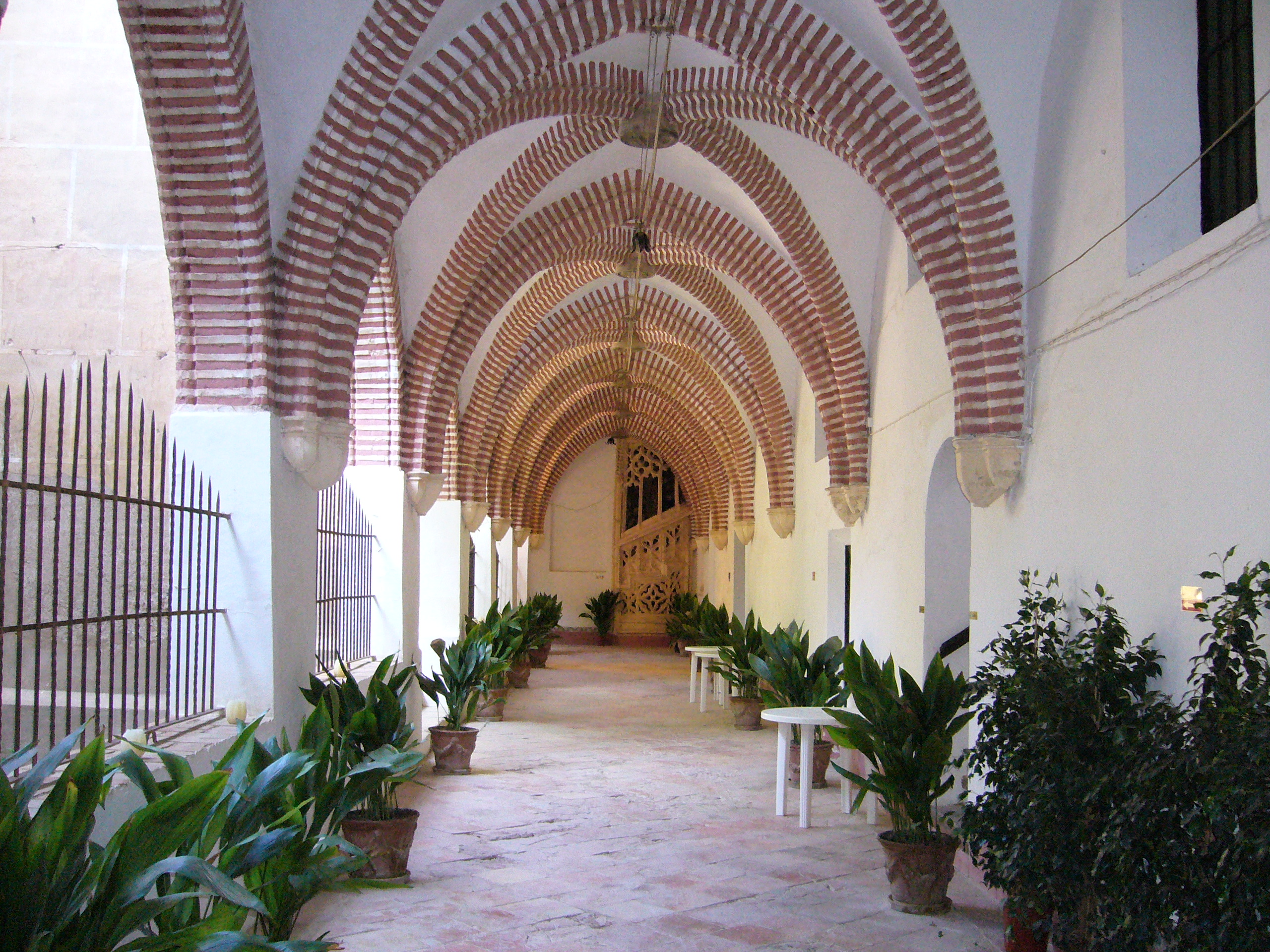
Claustre del Monestir de Sant Jeroni de Cotalba, aAlfauir.

El gòtic valencià es va caracteritzar per la poca influència que va tenir de l'arquitectura mudèjar. Tot i això, hi ha exemples molt interessants d'arquitectura mudèjar valenciana, que atesa la seua utilització ocasional són d'una gran singularitat.
Comarques de Castelló
- A Xèrica, la torre de l'Alcúdia.
- A Onda, l'església de la Sang.
- A Sogorb, enteixinat de la Sala de Sessions de l'antic Palau Ducal (actualment seu de l'Ajuntament de Sogorb).

Comarques de València
- A Alfauir, el claustre del Monestir de Sant Jeroni de Cotalba.
- A Godella, la capella del Crist de la Pau a l'Església de Sant Bartomeu Apòstol.
- A Llíria, l'església de la Sang
- A Sagunt, l'església vella de Sagunt.
- A Torres Torres, els banys àrabs.
- A València, els Banys de l'Almirall.

## Arts figuratives

### Pintura gòtica valenciana
València es convertiria en la seu de l'escola pictòrica més important de la pintura gòtica internacional a la península ibèrica. Al Museu de Belles Arts de València es troba la majoria de la pintura gòtica valenciana, a més de posseir la major col·lecció de pintura gòtica d'Espanya.
L'escola pictòrica del gòtic valencià tindria el seu focus principal a València i estaria composta per mestres com Lluís Dalmau, Llorenç Saragossa (retaule de Xèrica), Pere Nicolau (retaule de Sarrió), l'alemany Marçal de Sax (gran retaule de Sant Jordi), Gonçal Peris, Miquel Alcanyís, Antoni Peris, Jaume Mateu o Joan Reixac.
A València van treballar també Lluís Alimbrot, de Bruges, coneixedor de l'obra de Jan van Eyck, establert a la capital del Regne de 1439 a 1460, Jacomart, a partir de 1451, autor del retaule de Catí, i Joan Reixac, a qui s'atribueix el retaule de Sant Martí, a la catedral de Sogorb. Així mateix, cal destacar la figura de Rodrigo d'Osona, amb el retaule del calvari de l'església de Sant Nicolau, de 1476, amb una forta influència de Rogier van der Weyden; és figura clau en la transició cap a la pintura renaixentista, juntament amb Vicent Macip.

### Escultura gòtica valenciana

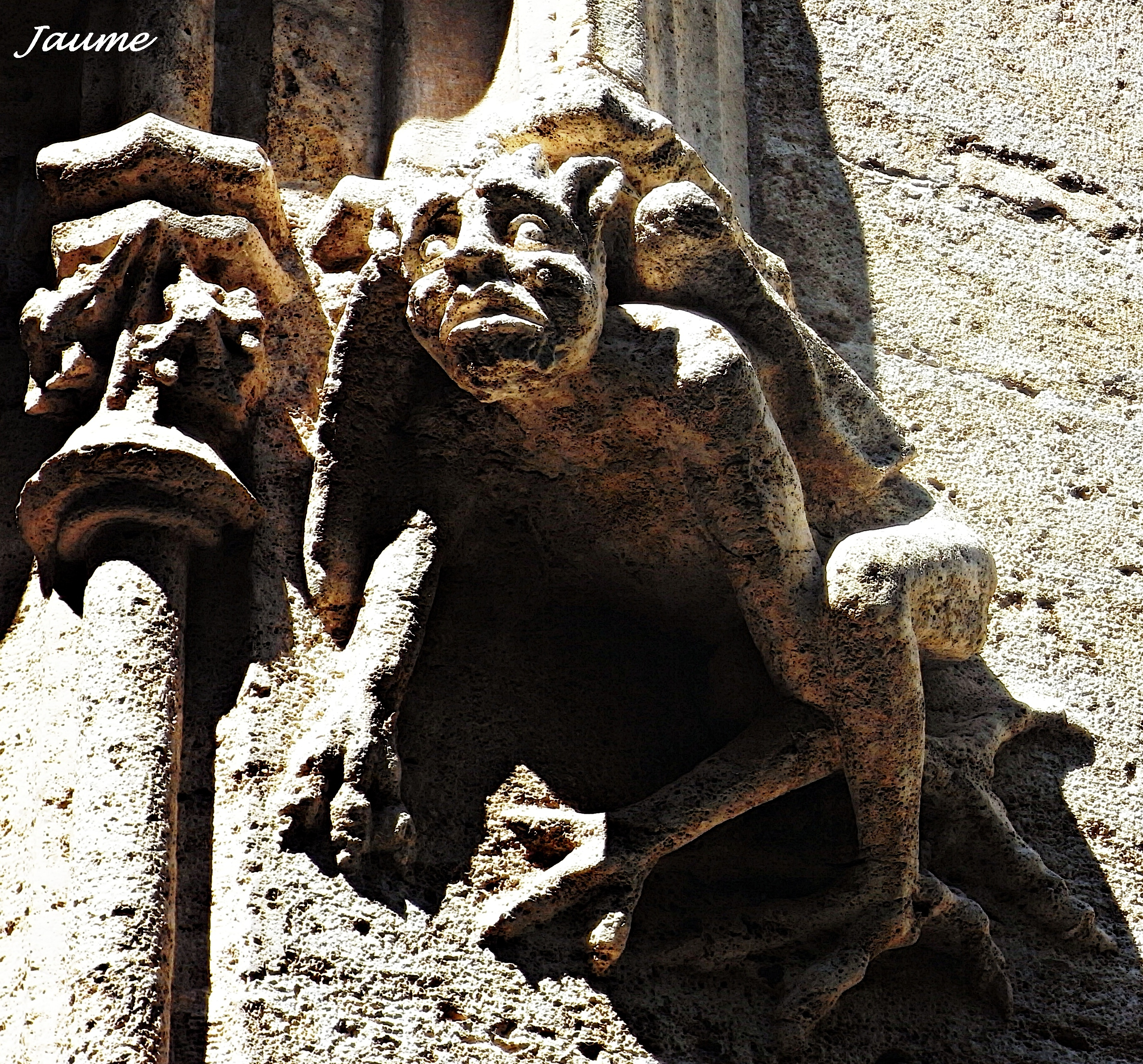
Gàrgola de la Llotja de la Seda de València.

En la producció escultòrica del gòtic valencià cal destacar l'obra escultòrica de Pere Compte en edificis com la Llotja de la Seda i el claustre superior del monestir de Sant Jeroni de Cotalba, entre altres edificis. Un altre exemple destacat és el sepulcre dels Vallterra-Fernández de Heredia a la catedral de Sogorb, que data de l'últim decenni del segle xiv.